# Karl Ludwig Harding
Karl Ludwig Harding, (Lauenburg/Elbe, 29 de septiembre de 1765-Gotinga, 31 de agosto de 1834) fue un astrónomo alemán, conocido por descubrir el asteroide Juno.

## Biografía
Harding nació en Lauenburg/Elbe, Alemania. Entre 1786 y 1789 estudió teología, matemáticas y física en la Universidad de Gotinga.
En 1796, Johann Hieronymus Schröter contrató a Harding como tutor de su hijo. Schröter era un entusiasta astrónomo que contaba con un observatorio privado en Lilienthal, cerca de Bermen, y Harding fue incorporado en seguida como observador e inspector en su observatorio.
En 1804, Harding descubrió Juno en el observatorio de Schröter. Más tarde se trasladó a Gotinga para ayudar a Carl Friedrich Gauss. Allí ejerció como profesor de astronomía.

## Descubrimientos astronómicos

### Asteroides
| (3) Juno | 1 de septiembre de 1804 |

El 1 de septiembre de 1804 descubrió el asteroide Juno desde el observatorio de Lilienthal. El Centro de Planetas Menores acredita sus descubrimientos como K. Harding.

### Cometas
Además de Juno, Harding descubrió tres cometas.

## Sus publicaciones
Entre sus publicaciones destacan:
- Atlas novus coelestis (1808-1823; reeditado por Jahn en 1856) que catalogaba 120 000 estrellas.
- Kleine astronomische Ephemeriden (publicado con Wiessen, 1830-35).
- El n.º 15 en la colección de "Sternkarten", de las publicaciones de la Berlin Academy (1830).

## Epónimos
- El asteroide (2003) Harding descubierto en 1960 por Cornelis Johannes van Houten e Ingrid van Houten-Groeneveld en placas expuestas por Tom Gehrels fue nombrado así en su honor.[2]

- Asimismo, el cráter Harding, en la Luna, lleva también su nombre.